# Open de Pologne
L’Open de Pologne est une compétition de taekwondo organisée annuellement par la Association serbe de Taekwondo.
Ce tournoi est un événement majeur dans le calendrier mondial du fait de son label « WTF-G1 ».

## Palmarès hommes
| WTF-G1 | WTF-G1        | WTF-G1       | WTF-G1        | WTF-G1               | WTF-G1        | WTF-G1                 | WTF-G1         | WTF-G1       |
| Année  | -54 kg        | -58 kg       | -63 kg        | -68 kg               | -74 kg        | -80 kg                 | -87 kg         | +87 kg       |
| ------ | ------------- | ------------ | ------------- | -------------------- | ------------- | ---------------------- | -------------- | ------------ |
| 2015   | Jesús Tortosa | Rui Bragança | Joel González | José Antonio Rosillo | Raúl Martínez | Milad Beigi Harchegani | Draško Jovanov | Vedran Golec |

## Palmarès femmes
| WTF-G1 | WTF-G1            | WTF-G1              | WTF-G1           | WTF-G1          | WTF-G1       | WTF-G1      | WTF-G1         | WTF-G1       |
| Année  | -46 kg            | -49 kg              | -53 kg           | -57 kg          | -62 kg       | -67 kg      | -73 kg         | +73 kg       |
| ------ | ----------------- | ------------------- | ---------------- | --------------- | ------------ | ----------- | -------------- | ------------ |
| 2015   | Kyriaki Kouttouki | Alexandra Lychagina | Dragana Gladović | Raheleh Asemani | Hedaya Malak | Lua Piñeiro | Bianca Walkden | Rosana Simón |